# Сантана, Жоэл
Жоэ́л Натали́но Санта́на (порт. Joel Natalino Santana; род. 25 декабря 1948, Рио-де-Жанейро) — бразильский футболист и тренер.

## Биография
В качестве игрока выступал за клубы «Васко да Гама», «Олария» и «Америка» (Натал). Наибольших успехов достиг в составе «Васко да Гама», выиграв с ним Лигу Кариока и чемпионат Бразилии.
Тренировал большое количество бразильских и ряд иностранных клубов. Является одним из немногих тренеров, выигрывавших чемпионат штата Рио-де-Жанейро со всеми четырьмя кариокскими грандами — «Ботафого», «Васко да Гама», «Фламенго» и «Флуминенсе». Выигрывал чемпионат Бразилии и трижды — первенство ОАЭ. Придерживается оборонительного стиля игры.
6 февраля 2012 года Сантана возглавил «Фламенго». 23 июля 2012 года тренер был уволен со своего поста.
6 сентября 2014 года назначен главным тренером «Васко да Гама». Контракт подписан до 31 декабря 2014 года. Сменил на этом посту Адилсона Батисту.

## Достижения
Как игрок
- Чемпион Бразилии: 1974 («Васко да Гама»)
- Чемпион штата Рио-де-Жанейро: 1970 («Васко да Гама»)
- Четырёхкратный чемпион штата Риу-Гранди-ду-Норти: 1974, 1977, 1979, 1980 («Америка» Натал)

Как тренер
- Чемпион Бразилии: 2000 («Васко да Гама»)
- Обладатель Кубка Меркосур: 2000 («Васко да Гама»)
- Чемпион штата Рио-де-Жанейро: 1992, 1993 (оба — «Васко да Гама»), 1995 («Флуминенсе»), 1996 («Фламенго»), 1997 («Ботафого»), 2008 («Фламенго»), 2010 («Ботафого»)
- Трёхкратный чемпион штата Баия: 1994, 1999 (оба — «Баия»), 2003 («Витория» Салвадор)
- Трёхкратный чемпион ОАЭ: 1981/82, 1982/83, 1984/85 (все — «Аль-Васль»)